# Linie de bază

Zonele maritime conform dreptului internațional al mării. Linia de bază este marcată cu o linie punctată.

Lărgimea zonelor maritime aflate sub jurisdicția unui stat cu deschidere la mare se măsoară de la linia de bază.
În general, linia de bază este constituită de limita zonelor mereu acoperite de mare, indiferent de nivelul mareei, în absența fenomenelor meteo-oceanografice excepționale. În anumite cazuri (prezența insulelor apropiate de litoral, coaste foarte franjurate...), "linia de bază normală" poate fi înlocuită de o linie de bază dreaptă, compusă din segmente, care nu se îndepărtează de la direcția generală a liniei de coastă și care unește punctele de pe "linia de bază normală".
Apele situate până la linia de bază dreaptă se numesc ape interioare.